# Transport and Environment
Transport and Environment (T&E) ist die Dachorganisation von nichtstaatlichen europäischen Organisationen, die sich für einen nachhaltigen Verkehr einsetzen. Die 53 Mitgliedsorganisationen kommen aus 24 Ländern (Stand Juli 2021). T&E besteht seit 1989.
Zu den Zielen der Organisation gehört es, vor EU-Entscheidungen zu Verkehrsthemen die Sichtweise der Umweltverbände darzulegen sowie die nationalen Aktivitäten seiner Mitglieder auf europäischer Ebene zu bündeln. Im Transparenz-Register der Europäischen Union ist die Organisation seit 2010 in der Kategorie III (Nichtregierungsorganisationen, Plattformen und Netzwerke o. Ä.) registriert. T&E gibt darüber hinaus regelmäßig Studien zum Thema Umwelt und Verkehr in Auftrag.

## Mitglieder
Zu den aktuellen Mitgliedern von T&E zählen u. a.:
- Groupement des Usagers des Transports Intercommunaux Bruxellois (Belgien)
- Danish Eco Council (Dänemark)
- Verkehrsclub Deutschland
- Naturschutzbund Deutschland
- Fédération Nationale des Associations d'Usagers de Transport (Frankreich)
- Environmental Transport Association (Großbritannien)
- Amici della terra (Italien)
- Stichting Natuur en Milieu (Niederlande)
- Norges Naturvernforbund (Norwegen)
- Verkehrsclub Österreich
- Polski Klub Ekologiczny (Polen)
- Quercus (Portugal)
- Terra Mileniul III (Rumänien)
- Gröna Bilister (Schweden)
- Verkehrsclub der Schweiz
- Český a Slovenský dopravní klub (Slowakei, Tschechien)
- Associao per la promocio del transport public (Spanien)
- Magyar Közlekedési Klub (Ungarn)